# Rögnvald Kali Kolsson

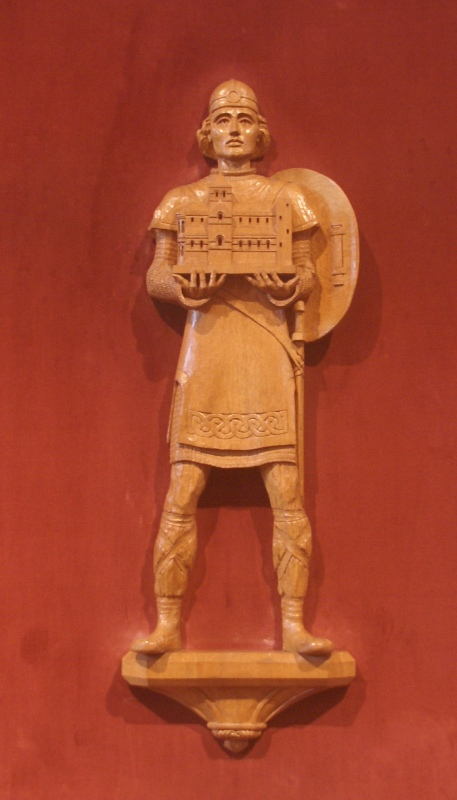
Rögnvald. Holzstatue in der Kathedrale von Kirkwall

Rögnvald Kali Kolsson (auch Rögnvaldr Kali Kolsson, eigentlich Kali Kollson) (* um 1103; † 20. August 1158 bei Forsie) war ein norwegisch-schottischer Adliger. Ab 1129 bzw. 1136 war er Jarl von Orkney und ab 1138 Earl of Caithness. Er wird von der römisch-katholischen Kirche als Heiliger verehrt.

## Herkunft
Rögnvald wurde in Norwegen als Sohn des Adligen Kol Kalisson und dessen Frau Gunnhild Erlendsdatter, einer Tochter von Jarl Erlend Thorfinnsson von Orkney († 1099), geboren, damit war er ein Neffe von Jarl Magnús Erlendsson von Orkney. Er wurde nach seinem Großvater väterlicherseits Kali genannt und wuchs bei seinen Eltern in Agder in Südnorwegen auf.

## Eroberung von Orkney und Teilung der Macht mit Harald Maddadsson
Als Jugendlicher reiste Kali mit Handelsschiffen unter anderen nach England. Nach der Orkneyinga saga wurde er in Bergen in einen tödlichen Streit verwickelt. Um eine Blutrache zu verhindern, soll ihm der norwegische König Sigurd Jórsalafari, der Oberherr von Orkney, 1129 die Hälfte von Orkney zugesprochen und ihm dazu den Namen Rögnvald gegeben haben. Kali hatte vermutlich außer den Erzählungen seiner Mutter bislang keine Kenntnisse von Orkney. Als Rögnvald nach Orkney segelte, um seinen Besitzanspruch durchzusetzen, wurde er natürlich von Jarl Páll Hákonsson, der entfernt mit ihm verwandt war, abgewiesen. Daraufhin kehrte Rögnvald nach Norwegen zurück.
Als nach der Absetzung von Páll Hákonsson durch Sweyn Asleifsson 1136 die Machtfrage auf Orkney ungeklärt war, eroberte Rögnvald 1136 mit seinen Anhängern und wohl mit Unterstützung von König Harald Gille von Norwegen die Inselgruppe. Während die Orkney-Inseln unter der Oberhoheit der norwegischen Könige standen, gehörte das benachbarte Caithness zum Königreich Schottland. Als 1138 Pálls erst fünfjähriger Neffe Harald Maddadsson zum neuen Earl of Caithness und Jarl von Orkney erklärt wurde, war Rögnvald bereit, mit seinem Halbcousin die Herrschaft auf Orkney zu teilen. Möglicherweise wurde dafür im Gegenzug Rögnvalds Herrschaft in Caithness anerkannt. Diese Einigung wurde von den führenden Männern von Orkney und Schottland bestätigt, was als Beleg gilt, dass der schottische König David I. erheblichen Druck auf Caithness und Orkney ausübte. Zwischen 1140 und 1145 stellte der schottische König eine Urkunde aus, in der er Earl Rögnvald und einen anderen namentlich nicht genannten Earl aufforderte, die Mönche zu schützen, die eine Niederlassung in Dornoch in Sutherland gründeten. Diese Urkunde belegt klar das Interesse der schottischen Könige, ihren Einfluss in Nordschottland auszubauen. Die 1138 getroffenen Vereinbarung zwischen Rögnvald und Harald war aber ohne Kenntnis oder gar Zustimmung des norwegischen Königs geschlossen worden, da in Norwegen nach dem Tod von Harald Gille Ende 1136 die Thronfolge umstritten war. Erst um 1150 später reiste Rögnvald zusammen mit Harald zu König Inge Krogrygg nach Norwegen, der gegen zwei seiner Brüder den norwegischen Thron beanspruchte, und huldigte ihm.

## Rögnvalds Pilgerreise ins Heilige Land
1151 brach Rögnvald zu einer Pilgerreise bzw. einem Kreuzzug ins Heilige Land auf. Während eine isländische Chronik von dieser Reise nur kurz berichtet, wird sie in der Orkneyinga saga ausführlich beschrieben, womit ein einzigartiger Bericht über eine Pilgerreise eines nordischen Adligen im 12. Jahrhundert erhalten ist. Rögnvald wurde wahrscheinlich eher von seiner Religiosität als vom Kreuzzugsgedanken angetrieben. Möglicherweise nahm er sich den norwegischen König Sigurd Jórsalafari zum Vorbild, der von 1107 bis 1111 ins Heilige Land gereist war. Mit Rögnvald brachen im Spätsommer 1151 auch Bischof William von Orkney, der norwegische Häuptling Erling Skakke sowie zahlreiche nordschottische und nordische Adlige mit insgesamt 15 Langbooten von Orkney auf. Die Flotte segelte durch die Straße von Gibraltar, wonach sie sich trennte. Während ein Teil unter einem Eindrid Ungi mit sechs Schiffen direkt nach Palästina segelte, steuerte Rögnvald das südfranzösische Narbonne an. Dort verfasste er Liebesgedichte an eine Dame Ermingard, die in der Orkneyinga saga aufgezeichnet sind. Diese Gedichte gelten als Skaldengedichte, die von der südfranzösischen Trobadordichtung beeinflusst wurden. Weitere Gedichte, von denen viele von Rögnvald selbst verfasst wurden, beschreiben Ereignisse während der weiteren Reise. Rögnvald erreichte mit seinen Begleitern das Heilige Land, wo er Jerusalem besuchte und durch den Jordan schwamm. Anschließend reiste er nach Konstantinopel, wo er von Kaiser Manuel I. empfangen wurde. Von Konstantinopel segelten sie ins süditalienische Apulien, von wo sie zu Pferd nach Rom reisten. Um Weihnachten 1153 kehrte Rögnvald nach Orkney zurück.

## Krieg der drei Jarle

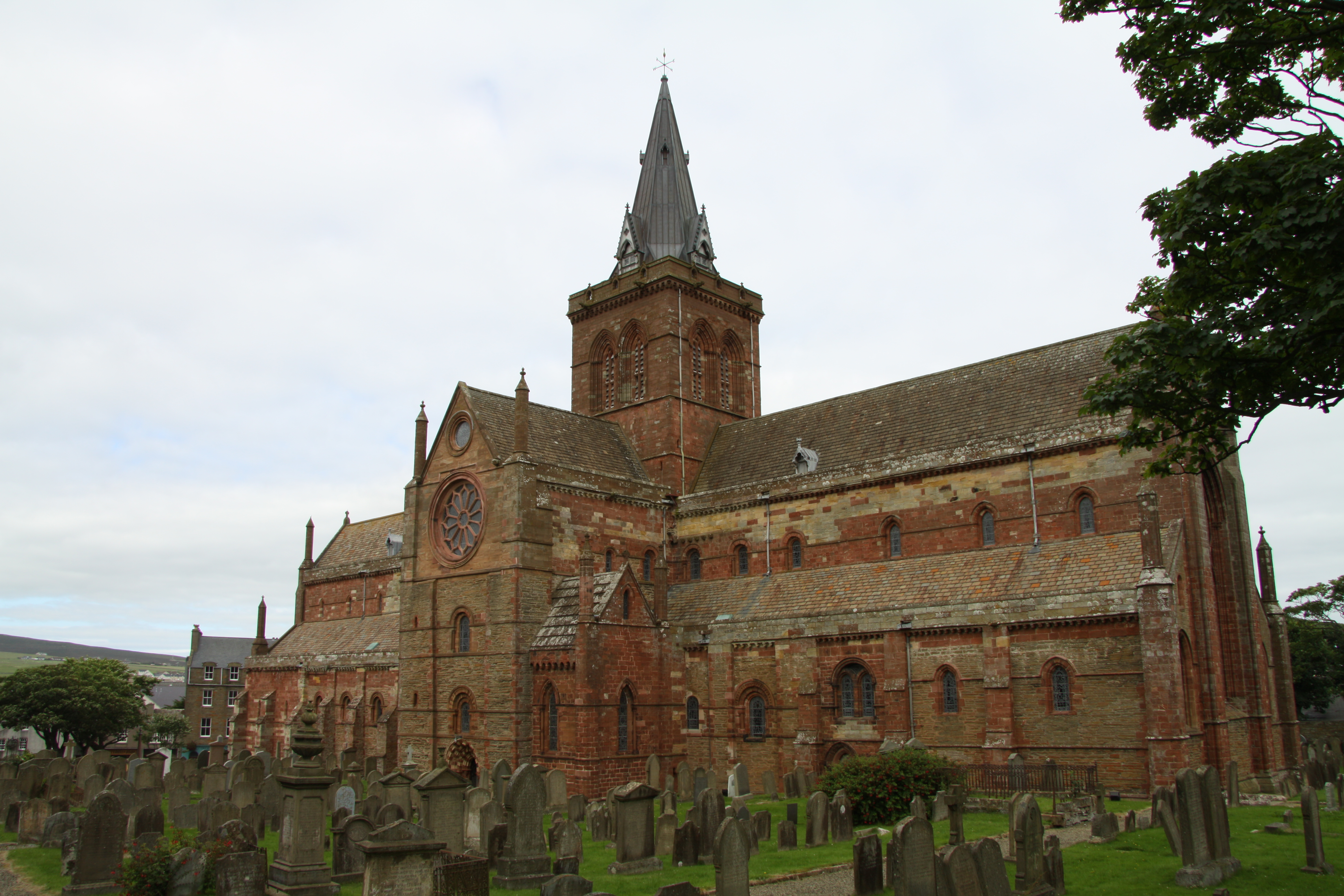
Die unter Rögnvald begonnene Kathedrale von Kirkwall

Während Rögnvalds Pilgerreise war zunächst Harald Maddadsson als alleiniger Herrscher in Nordschottland zurückgeblieben. Rögnvalds Abwesenheit nutzte aber Erlend Haraldsson, ein Sohn von Jarl Harald Hákonsson aus. Der schottische König Malcolm IV. hatte ihm Rögnvalds Anteil von Caithness zugesprochen. Dann reiste Erlend zu König Øystein nach Norwegen. Øystein lag mit seinem Bruder Inge im Krieg, der wiederum Harald als Jarl von Orkney anerkannt hatte. Øystein erkannte nun Erlend als Jarl von Orkney an. Dann kehrte Erlend nach Orkney zurück, wo er von zahlreichen seiner mächtigen Verwandten, darunter Sweyn Asleifsson unterstützt wurde. Als nun Ende 1153 Rögnvald von seiner Pilgerreise nach Orkney zurückkehrte, kam es zwischen Erlend, Harald und Rögnvald zum Krieg der drei Jarle. Im Sommer verbündete sich Rögnvald mit Harald gegen Erlend, der dann im Dezember 1154 auf der Insel Damsay getötet wurde. Rögnvald und Harald teilten sich danach weiterhin die Herrschaft in Caithness und auf Orkney. Das Verhältnis zwischen Rögnvald und Harald Maddadsson blieb jedoch angespannt. Am 20. August 1158 wurde Rögnvald von Thorbjorn Clerk bei Forsie in Caithness ermordet. Er hinterließ eine Tochter, Ingigerd (auch Ingerid), die Erik Stagbrellir, einen Adligen von Orkney heiratete. Harald Eriksson, ein Sohn von Ingigerd und Erik, erhob ab 1184 Erbansprüche auf Caithness und Orkney.

## Bau der Kathedrale von Kirkwall
Rögnvald hatte gelobt, auf Orkney eine Kathedrale errichten zu lassen, falls er die Herrschaft gewinnen sollte. Nachdem er 1136 die Inselgruppe 1136 erobert hatte, ließ er den Bau der Kathedrale von Kirkwall beginnen, die dann seinem Onkel Magnús Erlendsson geweiht wurde. Rögnvald finanzierte den Bau teils durch seinen eigenen Besitz. Weitere Mittel steuerten die Bauern von Orkney bei, denen Rögnvald im Gegenzug Abgabenfreiheit im Erbfall zusicherte. Er wurde in seiner Kathedrale beigesetzt.

## Nachwirkung
Nach der Orkneyinga saga war Rögnvald der beste und beliebteste der nordischen Jarle von Orkney. Er galt als großzügig und ausgeglichen und soll fest zu seinen Freunden gestanden haben. Daneben galt er als geschickt, stark und als guter Skalde. Seine Skalden schildern humorvoll, teils auch sarkastisch Szenen aus seinem Leben und dem seiner Mitmenschen. Sein gewaltsamer Tod führte rasch zum Ruf seiner Heiligkeit. Anfang der 1190er Jahre soll Bischof Bjarne mit Erlaubnis des Papstes sein Grab geöffnet haben. 1192 wurde Rögnvald dann von Papst Coelestin III. heiliggesprochen. Sein Gedenktag ist der 20. August.